# テニーズ・サンドグレン
- テニーズ・サングレン

テニーズ・サンドグレン（Tennys Sandgren ([ˈtɛnɪs ˈsændɡrən] TEN-iss SAND-grən, 1991年7月22日 - ）は、アメリカ合衆国テネシー州ギャラティン出身の男子プロテニス選手。ATPランキング最高位はシングルス41位、ダブルス115位。ATPツアー優勝はシングルス1勝。身長188cm、体重88kg。右利き、バックハンド・ストロークは両手打ち。サングレンと表記されることもある。

## 選手経歴

### 2011年 プロ転向
2011年にプロ転向、グランドスラムの予選には2009年全米オープンから挑戦するもなかなか突破できなかった。

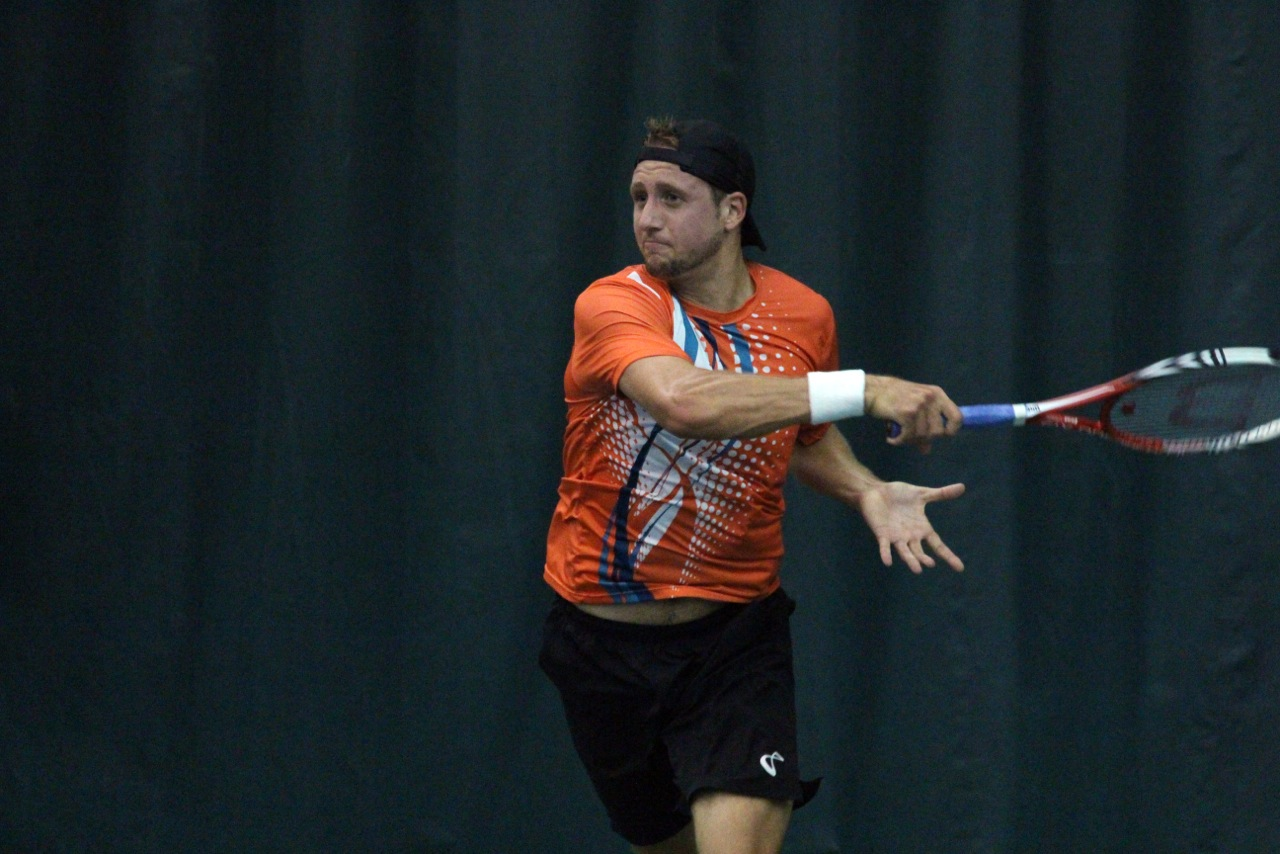
2013年ダラス・オープンでのテニーズ・サングレン

### 2017年 トップ100入り
グランドスラムシングルスでは2017年全仏オープンで初出場を遂げた。

### 2018年 全豪ベスト8

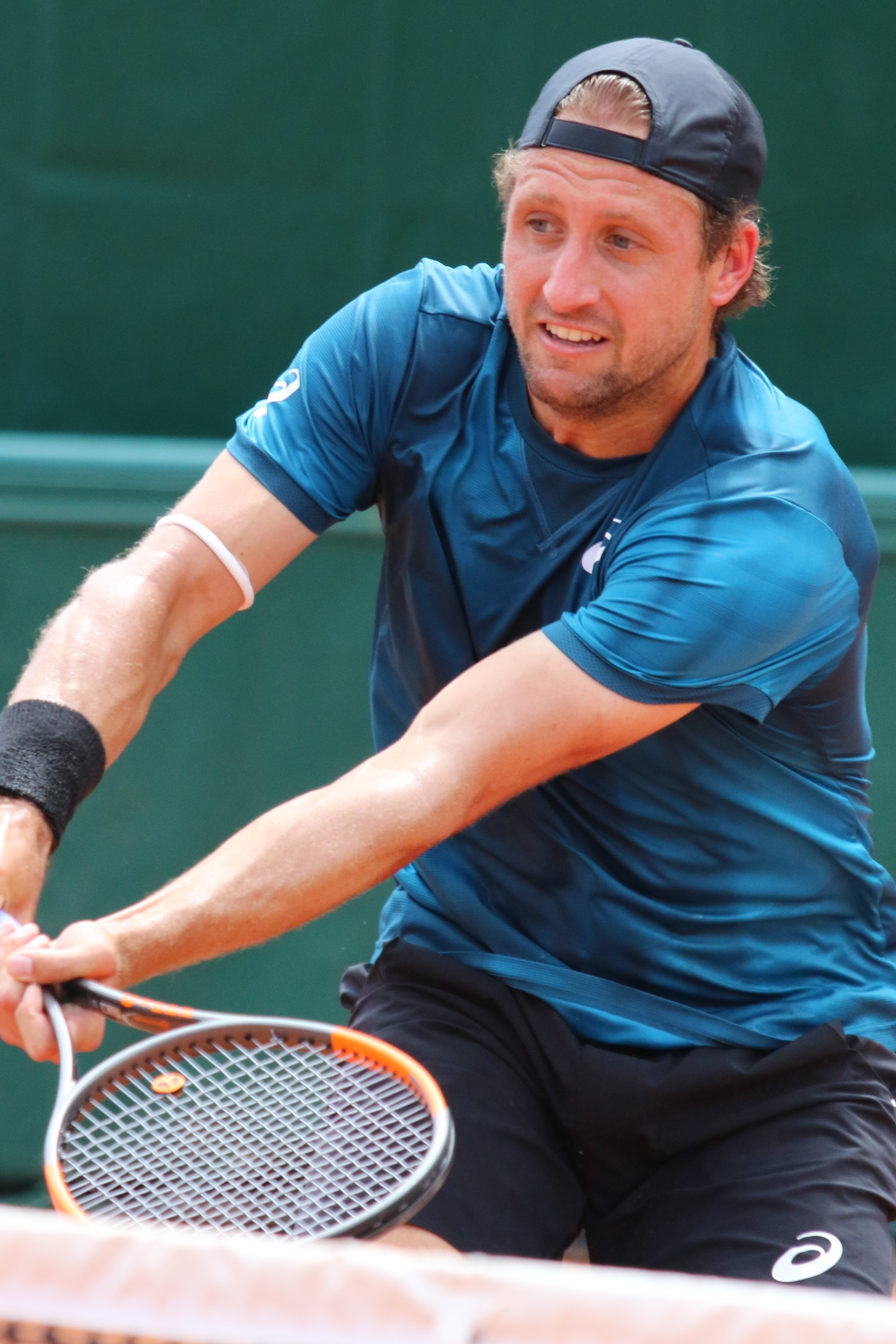
2018年全仏オープンでのテニーズ・サングレン

2018年全豪オープンではグランドスラム初勝利をあげると、2回戦で世界ランク8位のスタン・ワウリンカを、4回戦で世界ランク5位のドミニク・ティームを破ってベスト8に進出。準々決勝で鄭現に敗れた。
4月の全米男子クレーコート選手権で初めてツアーの決勝に進出したが、スティーブ・ジョンソンに敗れ、準優勝となった。

### 2019年 ツアー初優勝

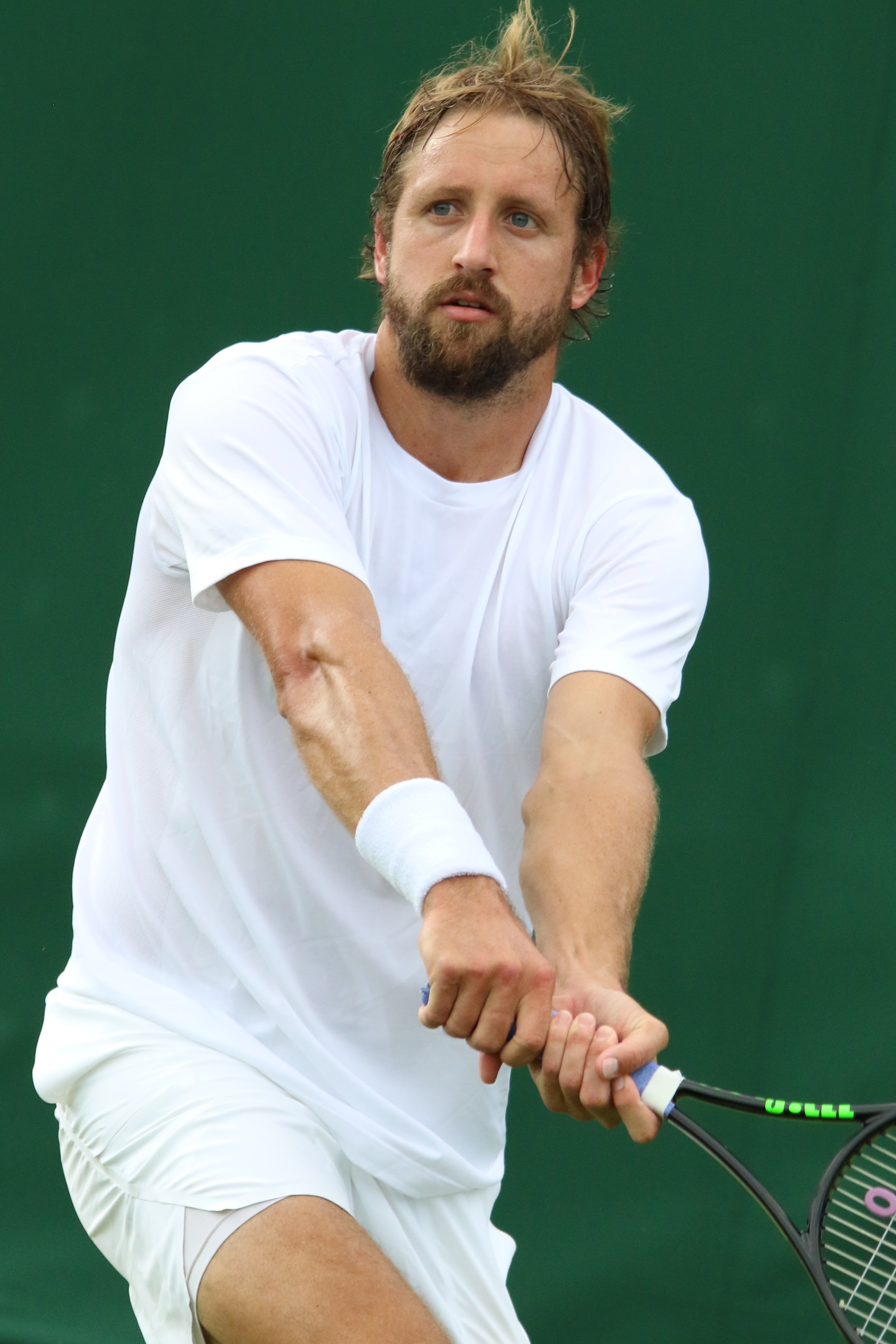
2019年ウィンブルドン選手権でのテニーズ・サングレン

2019年のASBクラシックで初優勝を果たした。

### 2020年 全豪ベスト8
2020年全豪オープンは第8シードのマッテオ・ベレッティーニや第12シードのファビオ・フォニーニを下してベスト8入り。準々決勝でロジャー・フェデラー相手に7本のマッチポイントを握るも決めきれず、フルセットの激戦の末敗れた。

## ATPツアー決勝進出結果

### シングルス: 2回 (1勝1敗)
| 大会グレード                    |
| グランドスラム (0–0)            |
| ATPファイナルズ (0–0)           |
| ATPツアー・マスターズ1000 (0–0) |
| ATPツアー・500シリーズ (0–0)    |
| ATPツアー・250シリーズ (1–1)    |

| サーフェス別タイトル |
| ハード (1–0)         |
| クレー (0–1)         |
| 芝 (0–0)             |
| カーペット (0–0)     |

| サーフェス別タイトル |
| 屋外 (1–1)           |
| 室内 (0–0)           |

| 結果   | No. | 決勝日        | 大会         | サーフェス | 対戦相手               | スコア             |
| ------ | --- | ------------- | ------------ | ---------- | ---------------------- | ------------------ |
| 準優勝 | 1.  | 2018年4月15日 | ヒューストン | クレー     | スティーブ・ジョンソン | 6–7(2-7), 6–2, 4–6 |
| 優勝   | 1.  | 2019年1月12日 | オークランド | ハード     | キャメロン・ノリー     | 6–4, 6–2           |

## シングルス成績
略語の説明
| W | F | SF | QF | #R | RR | Q# | LQ | A | Z# | PO | G | S | B | NMS | P | NH |

W=優勝, F=準優勝, SF=ベスト4, QF=ベスト8, #R=#回戦敗退, RR=ラウンドロビン敗退, Q#=予選#回戦敗退, LQ=予選敗退, A=大会不参加, Z#=デビスカップ/BJKカップ地域ゾーン, PO=デビスカップ/BJKカッププレーオフ, G=オリンピック金メダル, S=オリンピック銀メダル, B=オリンピック銅メダル, NMS=マスターズシリーズから降格, P=開催延期, NH=開催なし.
| 大会           | 2009 | 2010 | 2011 | 2012 | 2013 | 2014 | 2015 | 2016 | 2017 | 2018 | 2019 | 2020 | 通算成績 |
| -------------- | ---- | ---- | ---- | ---- | ---- | ---- | ---- | ---- | ---- | ---- | ---- | ---- | -------- |
| 全豪オープン   | A    | A    | A    | A    | LQ   | LQ   | LQ   | LQ   | LQ   | QF   | 1R   | QF   | 8–3      |
| 全仏オープン   | A    | A    | A    | A    | LQ   | A    | A    | A    | 1R   | 1R   | 1R   |      | 0–3      |
| ウィンブルドン | A    | A    | A    | A    | A    | A    | A    | A    | LQ   | 1R   | 4R   |      | 3–2      |
| 全米オープン   | LQ   | A    | LQ   | LQ   | LQ   | LQ   | A    | LQ   | 1R   | 2R   | 3R   |      | 3–3      |

### 大会最高成績
| 大会                 | 成績 | 年       |
| -------------------- | ---- | -------- |
| ツアーファイナルズ   | A    | 出場なし |
| インディアンウェルズ | 2R   | 2018     |
| マイアミ             | 2R   | 2021     |
| モンテカルロ         | 1R   | 2018     |
| マドリード           | 1R   | 2018     |
| ローマ               | 1R   | 2020     |
| カナダ               | A    | 出場なし |
| シンシナティ         | 3R   | 2020     |
| 上海                 | Q1   | 2018     |
| パリ                 | 1R   | 2020     |
| オリンピック         | 1R   | 2020     |
| デビスカップ         | A    | 出場なし |
| ATPカップ            | A    | 出場なし |